# Xenoschesis gracilis
Xenoschesis gracilis là một loài tò vò trong họ Ichneumonidae.